# Hordeum brevisubulatum
Hordeum brevisubulatum là một loài thực vật có hoa trong họ Hòa thảo. Loài này được (Trin.) Link mô tả khoa học đầu tiên năm 1844.